# Allium: una storia
Allium: una storia is een album van Tillison, Reingold, Tiranti (TRT). Dit gelegenheidsalbum werd volgespeeld door Andy Tillison van The Tangent, Jonas Reingold (onder andere Karmakanic) en Roberto Tiranti van New Trolls en de band rondom Ken Hensley.

## Inleiding
Het gehele album is opgehangen aan een verhaal van Tillison, zoals dat ook gebruikelijk is in zijn band The Tangent. Tillison was op vakantie in Italië (1975) toen hij de Albanees-Italiaanse muziekgroep Allium zag repeteren. Tillison zou vervolgens meegerepeteerd hebben en werd zo goed gevonden dat hij ook tijdens het concert op het podium mocht meespelen. Het zou zijn loopbaan in gang hebben gezet. Als beloning kreeg hij een muziekcassette met daarop (wat hij dacht) het in de maak zijnde muziekalbum van die band. Vervolgens zou die muziek tot een van zijn favorieten hebben behoord, totdat de cassette tijdens een inbraak werd verduisterd.
Allium: una storia is een poging de “muziek” van Allium vanuit zijn geheugen te reconstrueren. Het album keert terug naar de progressieve rock van begin jaren zeventig en dan met name de stroming Canterbury scene met voorbeelden Caravan, het eerste album van Camel en de muziek van Soft Machine. Tillison liet zich daarbij ook inspireren door de Italiaanse bands uit die tijd, zoals Premiata Forneria Marconi (PFM) en Le Orme (in het dankwoord een lijst van Italiaanse progbands), dus schakelde een Italiaanse zanger in.
Opnamen vonden plaats tijdens de coronapandemie (2021); gezamenlijk een album opnemen in een geluidsstudio zat er niet in. Ieder nam zijn eigen partij(en) op in zijn eigen studio en via elektronisch verkeer werd het album samengesteld etc. Uiteindelijk zorgde Tillison voor een mix, die zou terugvoeren naar de jaren zeventig en Reingold voor een mix, die de moderne progressieve rock moet weergeven. Tillison vergeleek het met de verschillende versies van het oude Yesrepertoire; kies je voor de originele mix of die van Steven Wilson uit de 21e eeuw. Het album werd uitgegeven op het platenlabel van Jonas Reingold, Reingold Records; dat betekende dat het budget gering was. De wens om het album uit te brengen op langspeelplaat vervloog daarbij vanwege de hoge kosten.
Het thema van het conceptalbum is vreemdeling in een vreemd land (hoe een Albanees zich in 1975 zou voelen in Italië). Vanwege de uitgave in eigen beheer haalde het nergens een notering in de albumlijsten.

## Musici
Onderstaand een grove indeling:
- Andy Tillison – toetsinstrumenten, waaronder melodica, computerapparatuur, elektronica, samples (bijvoorbeeld van een contrafagot), drumkit (with sticks!)
- Jonas Reingold – basgitaar en zessnarige gitaar
- Roberto Tiranti – zang
- Ray Aichinger – saxofoons

## Muziek
| Nr. | Titel                                                                 | Duur  |
| --- | --------------------------------------------------------------------- | ----- |
| 1.  | Tillison mix: Mai tornare (Tillison, De Sarno, Tiranto, Reingold)     | 17:06 |
| 2.  | Tillison mix: Ordine nuovi (Tillison, De Sarno, Tiranto, Reingold)    | 8:02  |
| 3.  | Tillison mix: Nel nomi di Dio (Tillison, De Sarno, Tiranto, Reingold) | 14:20 |
| 4.  | Reingold mix: Mai tornare (Tillison, De Sarno, Tiranto, Reingold)     | 17:04 |
| 5.  | Reingold mix: Ordine nuovo (Tillison, De Sarno, Tiranto, Reingold)    | 8:02  |
| 6.  | Reingold mix: Nel nomi di Dio (Tillison, De Sarno, Tiranto, Reingold) | 14:17 |

Antonio De Sarno werd speciaal ingeschakeld; normaliter is hij lid van Moongarden.